# Hardangervidda
Le Hardangervidda est un plateau des Alpes scandinaves situé en Norvège, à mi-chemin entre Bergen et la capitale Oslo. C'est le plus grand plateau européen intégralement situé au-delà de la limite des arbres.
Sa superficie d'environ 8 000 km2 en fait le plus grand plateau d'Europe.

## Toponymie
Le nom Hardangervidda est composé de vidda qui désigne un plateau montagneux en norvégien et Hardanger qui est le nom de la région historique (voir par exemple le royaume de Hardanger). Le nom Hardanger lui-même désigne probablement un fjord (et se retrouve d'ailleurs dans le nom du fjord Hardangerfjord), angr désignant un fjord étroit en vieux norrois, tandis que le préfixe se réfère probablement aux tribus germaniques locales, les hǫrðar (ayant donné le nom Hordaland) ou à l'adjectif harðr signifiant dur.

## Géographie

### Situation
Le Hardangervidda est un plateau des Alpes scandinaves, situé au sud de la Norvège. Il n'existe pas de définitions officielles des limites du massif, mais on peut le définir comme une région délimitée par le Sørfjorden et la vallée d'Odda à l'ouest, la route européenne 134 et le lac Totak au sud, la route 37 jusqu'à Tinnsjå au sud-est, la route 755/124 et la route 40 jusqu'à Geilo à l'est, la ligne de Bergen entre Geilo et Hallingskeid et enfin, le fjord d'Osa et Eidfjord au nord-ouest. Avec cette définition, le plateau inclut 8 communes : Tinn et Vinje dans le comté de Vestfold, Nore og Uvdal et Hol dans le comté de Buskerud et enfin Ulvik, Eidfjord, Ullensvang et Odda dans le comté de Vestland.

### Topographie

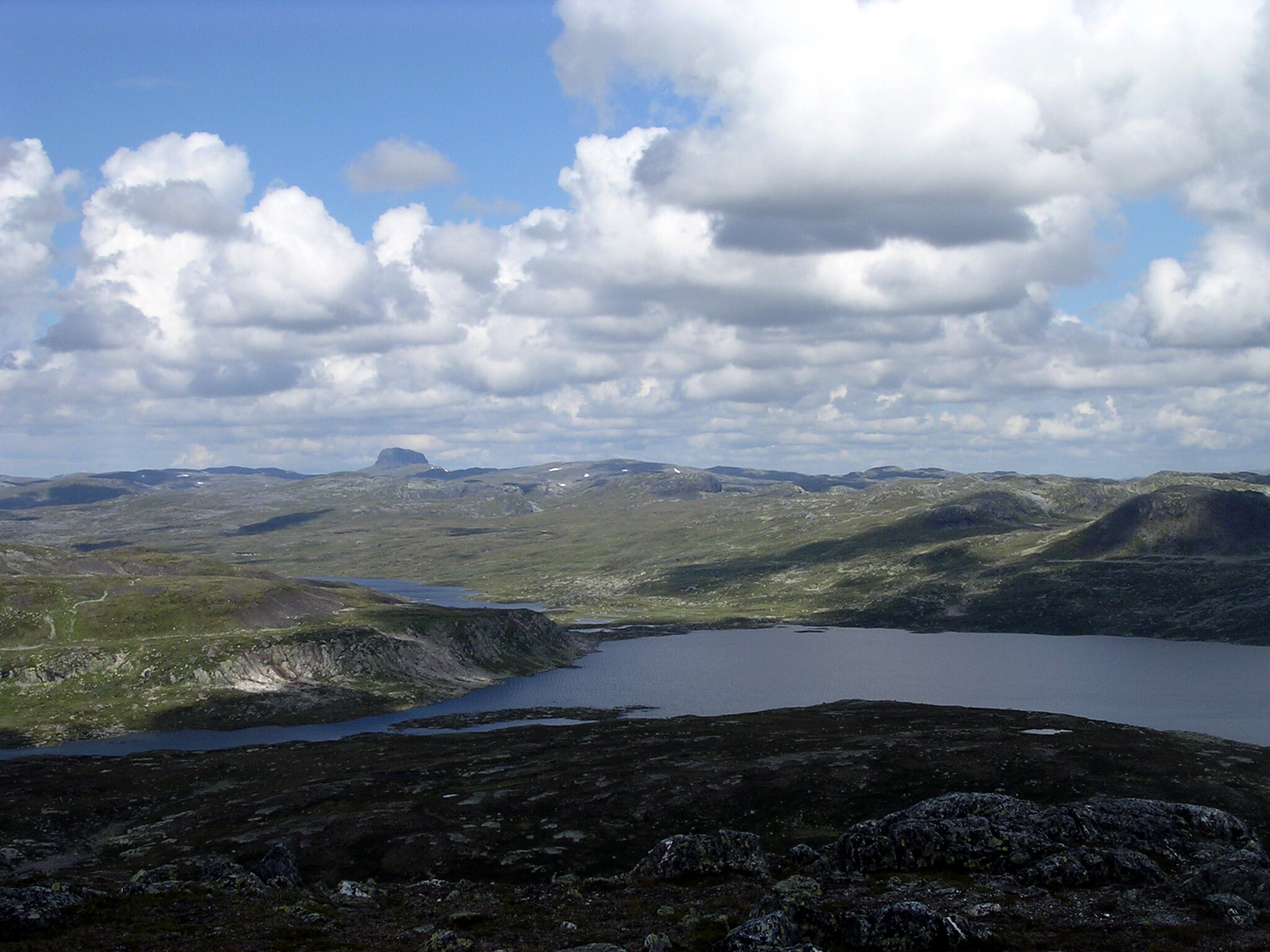
Vue du plateau du Hardangervidda, avec la silhouette caractéristique de Hårteigen en arrière-plan.

Avec une superficie 8 000 km2, le Hardangervidda est le plus vaste plateau de montagne d'Europe et aussi la plus vaste région de haute montagne d'Europe du Nord. L'altitude est en général entre 1 100 et 1 400 m, augmentant sensiblement d'est en ouest. La partie centrale est essentiellement plate tandis que la partie orientale est coupée de quelques vallées peu profondes et de sommets arrondis. La partie occidentale est la plus vallonnée avec des sommets plus marqués et des vallées profondes connectant au réseau de fjords. C'est là que l'on trouve les principaux sommets du plateau, dont en particulier la calotte du Hardangerjøkulen, au nord, culminant à 1 861 m et le Sandfloegga 1 721 m au sud. Mais l'élément de relief le plus remarquable du plateau est le Hårteigen (1 690 m), sommet tabulaire délimité par des falaises abruptes et situé au centre-ouest du plateau.

### Climat
Le climat du plateau suit un gradient entre le climat océanique au sud-ouest et un climat plus continental au nord-est. Cependant, le paysage étant relativement plat, le contraste Ouest-Est est moins prononcé qu'ailleurs dans le pays. Ce gradient concerne à la fois les températures et les précipitations, ainsi, près de Røldal au sud-ouest du plateau, il tombe 1 285 mm de précipitations annuelles, contre seulement 490 mm à Dagali, au nord-est.
| Mois                              | jan. | fév. | mars | avril | mai  | juin | jui. | août | sep. | oct. | nov. | déc. | année |
| --------------------------------- | ---- | ---- | ---- | ----- | ---- | ---- | ---- | ---- | ---- | ---- | ---- | ---- | ----- |
| Température minimale moyenne (°C) | −8,4 | −8,4 | −5,8 | −1,5  | 2,4  | 6,2  | 9,1  | 8,4  | 5,5  | 0,9  | −2,6 | −5,1 | 0,1   |
| Température moyenne (°C)          | −5,7 | −5,7 | −2,2 | 2,4   | 7,4  | 11,3 | 13,6 | 12,5 | 9,2  | 3,9  | −0,7 | −3,1 | 3,6   |
| Température maximale moyenne (°C) | −3,2 | −3,1 | 1,3  | 6,2   | 12,5 | 16,4 | 18,1 | 16,6 | 12,8 | 6,8  | 1,2  | −1,1 | 7,1   |
| Précipitations (mm)               | 67,6 | 47,1 | 43,8 | 32,2  | 45,1 | 57,7 | 71,3 | 83,9 | 74,1 | 84,1 | 76,2 | 70,7 | 761   |

| Diagramme climatique                                  |              |             |             |             |             |             |             |             |            |             |              |
| J                                                     | F            | M           | A           | M           | J           | J           | A           | S           | O          | N           | D            |
| −3,2−8,467,6                                          | −3,1−8,447,1 | 1,3−5,843,8 | 6,2−1,532,2 | 12,52,445,1 | 16,46,257,7 | 18,19,171,3 | 16,68,483,9 | 12,85,574,1 | 6,80,984,1 | 1,2−2,676,2 | −1,1−5,170,7 |
| Moyennes : • Temp. maxi et mini °C • Précipitation mm |              |             |             |             |             |             |             |             |            |             |              |

### Hydrographie

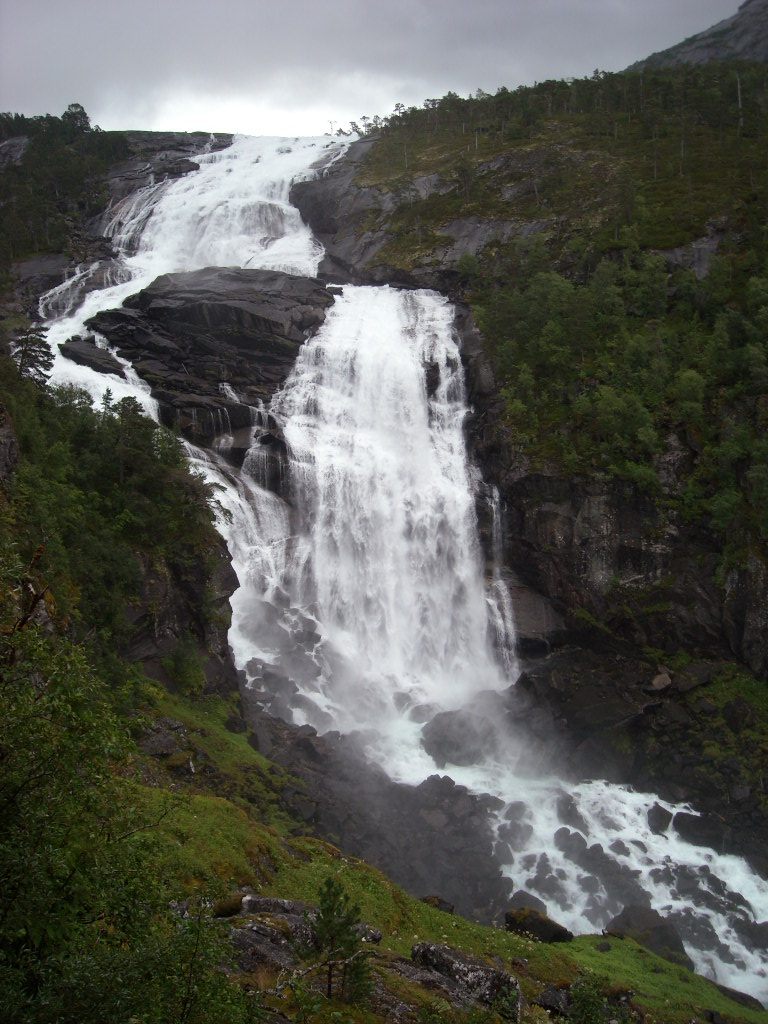
La cascade Nyastølsfossen.

Le plateau est à la limite entre les bassins versants de l'Est et de l'Ouest norvégien. Plusieurs des grands fleuves de l'Est ont leur source dans le massif, tel que le Numedalslågen et Kvenna (source du fleuve Skiensvassdraget). Les rivières de l'ouest, telles Veig et Kinso sont en général plus courtes, et présentent un dénivelé plus important, avec souvent nombreuses cascades, celles de la Kinso dans la vallée Husedalen, ou encore Låtefossen dans la vallée d'Oddadalen et Vøringfossen dans la vallée de Måbødalen, étant particulièrement réputées. Le plateau est aussi parsemé de centaines de lacs, certains pouvant atteindre des dimensions importantes, en particulier dans les vallées de la section est, avec Møsvatn, Totak et Songevatnet mais aussi dans la section centrale, la plus plate, avec Bjornesfjorden, Langesjøen, Nordmannslågen et Tinnhylen. Cette section centrale comprend aussi un grand nombre de tourbières.
Le principal glacier du plateau et sixième plus vaste glacier de Norvège est la calotte glaciaire du Hardangerjøkulen, d'une superficie de 69,2 km2 en 2019. Les principales langues glaciaires sont Rembesdalskåka à l'ouest (qui descend jusqu'à 1 066 m d'altitude), Ramnabergbreen au nord, Bukkaskinnsbreen, Midtdalsbreen et Blåisen au nord-est, Torsteinsfonna à l'est et Austra et Vestra Leirebottsskåka au sud. Ce glacier est en régression rapide, perdant environ 10 % de sa surface par décennie et pourrait avoir totalement disparu avant 2100. En dehors du Hardangerjøkulen, le plateau de Hardangervidda ne compte que quelques petits glaciers, du nord au sud Tresfonn, Solfonn, Storfonn, Nupsfonn.

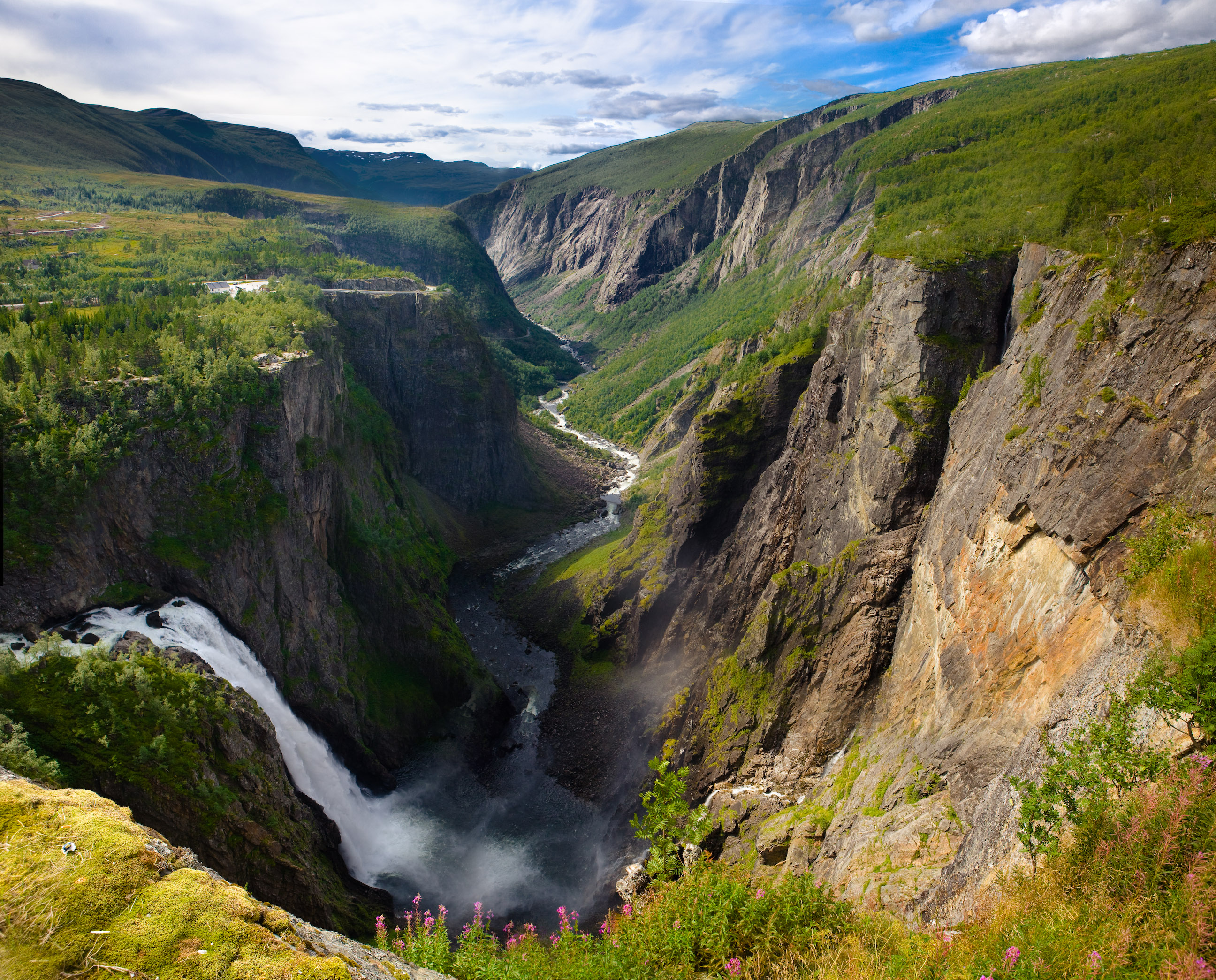
La cascade Vøringfossen.
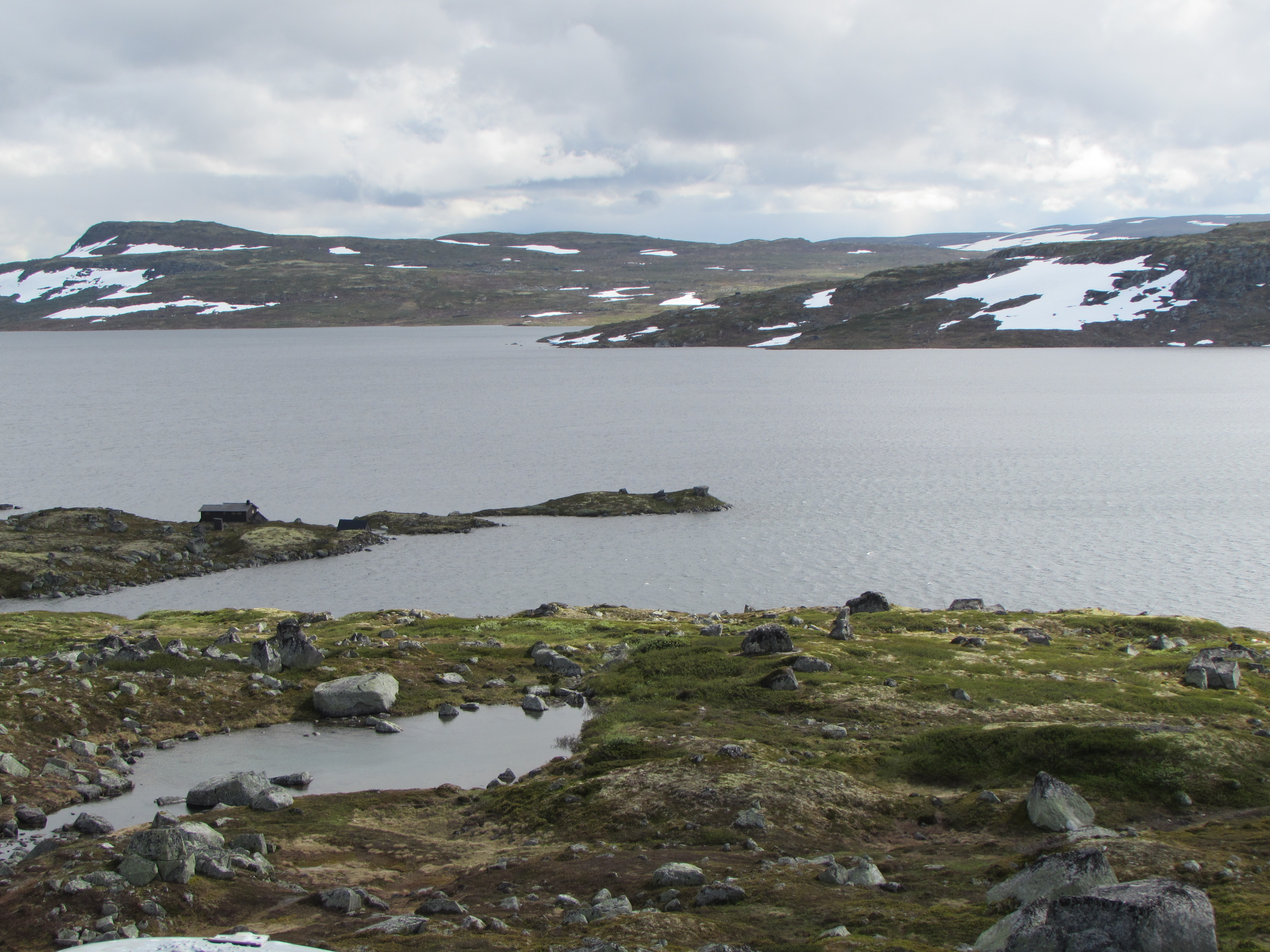
Le lac Halnefjorden, au nord du plateau.
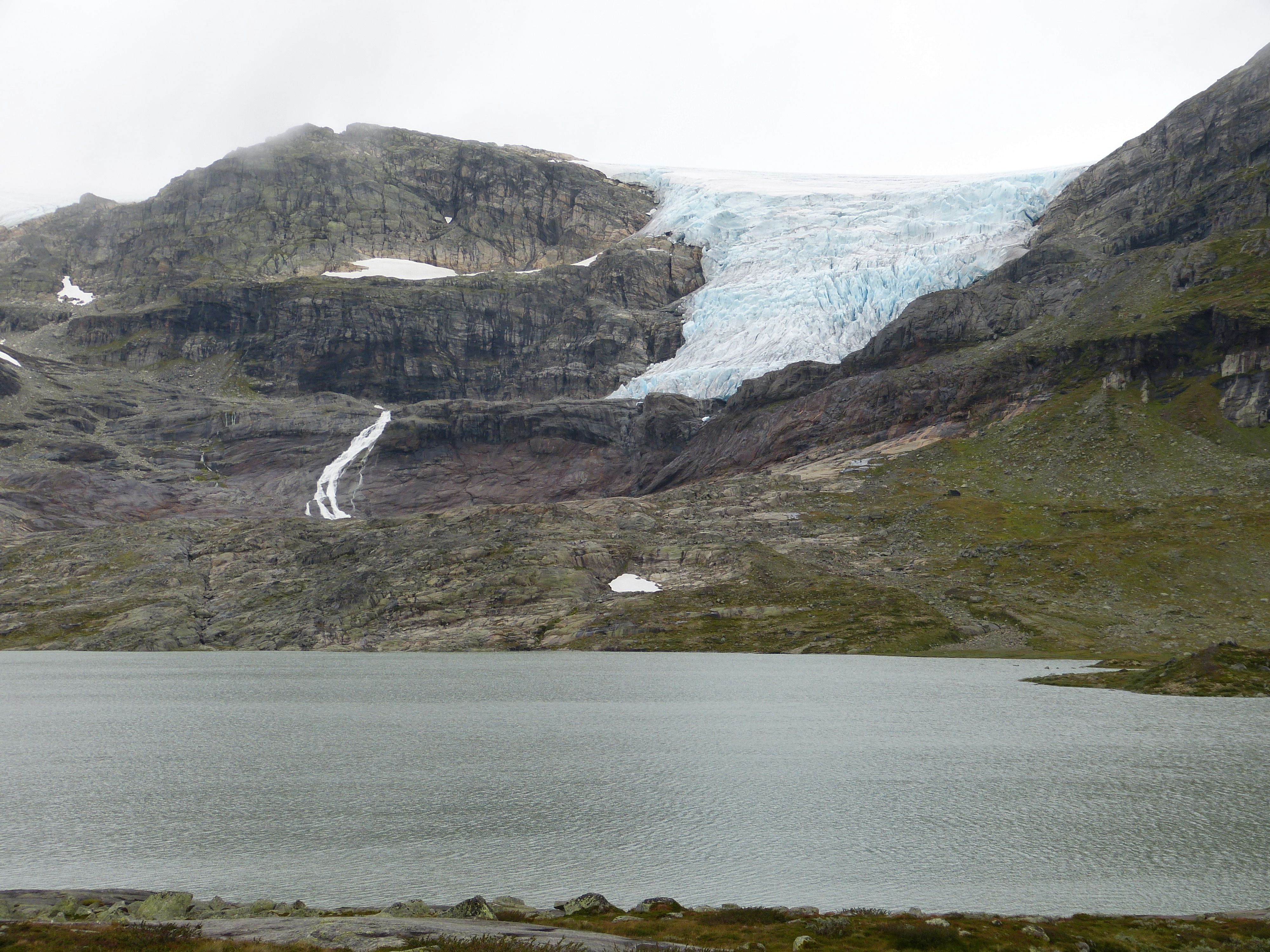
Une des petites langues de la calotte du Hardangerjøkulen.

### Géologie

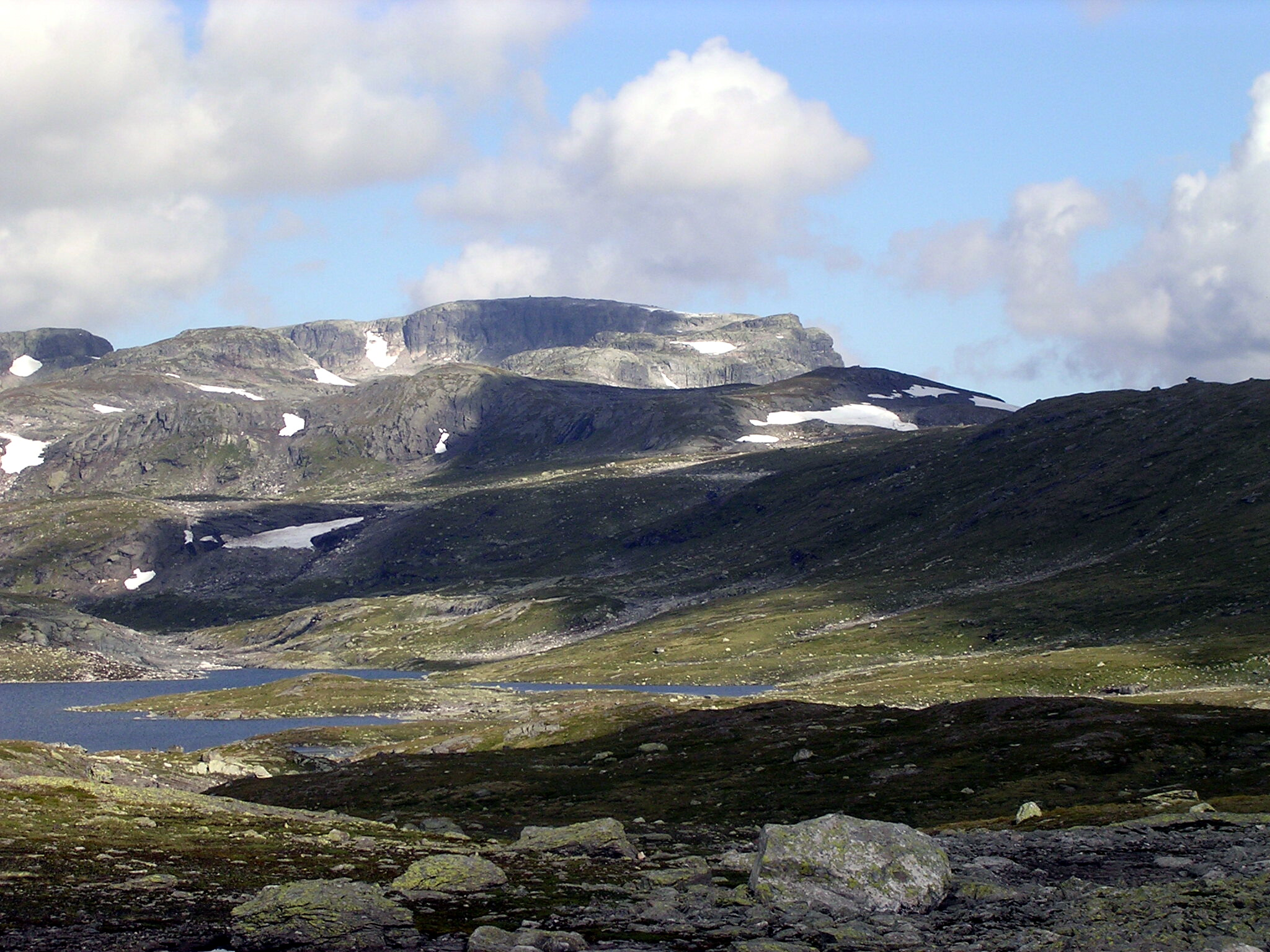
Sandfloegga et plusieurs autres sommets à l'ouest sont constitués de granites et de gneiss résistant à l'érosion.

Le socle du plateau est constitué de granite et gneiss précambriens, allant jusqu'à un âge de 1,6 milliard d'années. Ces roches sont en particulier visibles dans toute la moitié Est. Au début du Cambrien, il y a environ 545 millions d'années, la pénéplaine se retrouve sous la mer et se recouvre peu à peu de sédiments. Ces roches, comprenant en particulier du calcaire se retrouvent surtout dans la partie Ouest, et sont responsables des terrains plus fertiles dans cette zone. Lors de l'orogenèse calédonienne, une nappe constituée elle aussi de roches précambriennes fut charriée jusqu'à recouvrir le Hardangervidda. Les fortes pressions entrainent un important métamorphisme pour les roches sédimentaires, transformant les argiles en schistes ou phyllites, le sable en quartzite. L'érosion de la vaste chaîne calédonienne eut raison de la plupart des roches de la nappe de charriage, qui ne reste que sous forme de klippes dans le paysage de l'ouest du plateau, les roches dures constituant les principaux sommets (tels que Hårteigen ainsi que les roches sous le glacier Hardangerjøkulen).
La pénéplaine s'éleva à nouveau à partir d'environ 50 Ma, pour atteindre approximativement l'altitude d'aujourd'hui. Le travail d'érosion reprit alors de plus belle, en particulier durant les glaciations du Quaternaire. Durant cette période, le plateau est recouvert entièrement d'un vaste glacier qui s'écoule de part et d'autre, creusant des vallées glaciaires, particulièrement profondes à l'ouest qui constitueront les fjords, dont en particulier le Sørfjorden formant la frontière ouest du plateau. En revanche, au centre du plateau, le mouvement du glacier est très faible, et donc le paysage actuel est probablement similaire à celui qui existait avant les glaciations. L'essentiel des glaciers disparaissent il y a environ 9 000 ans, le Hardangerjøkulen et les quelques petits glaciers au sud-ouest en constituant les dernières reliques. En fondant, les glaciers ont laissé derrière eux plusieurs eskers dans le paysage du plateau.

### Écosystèmes

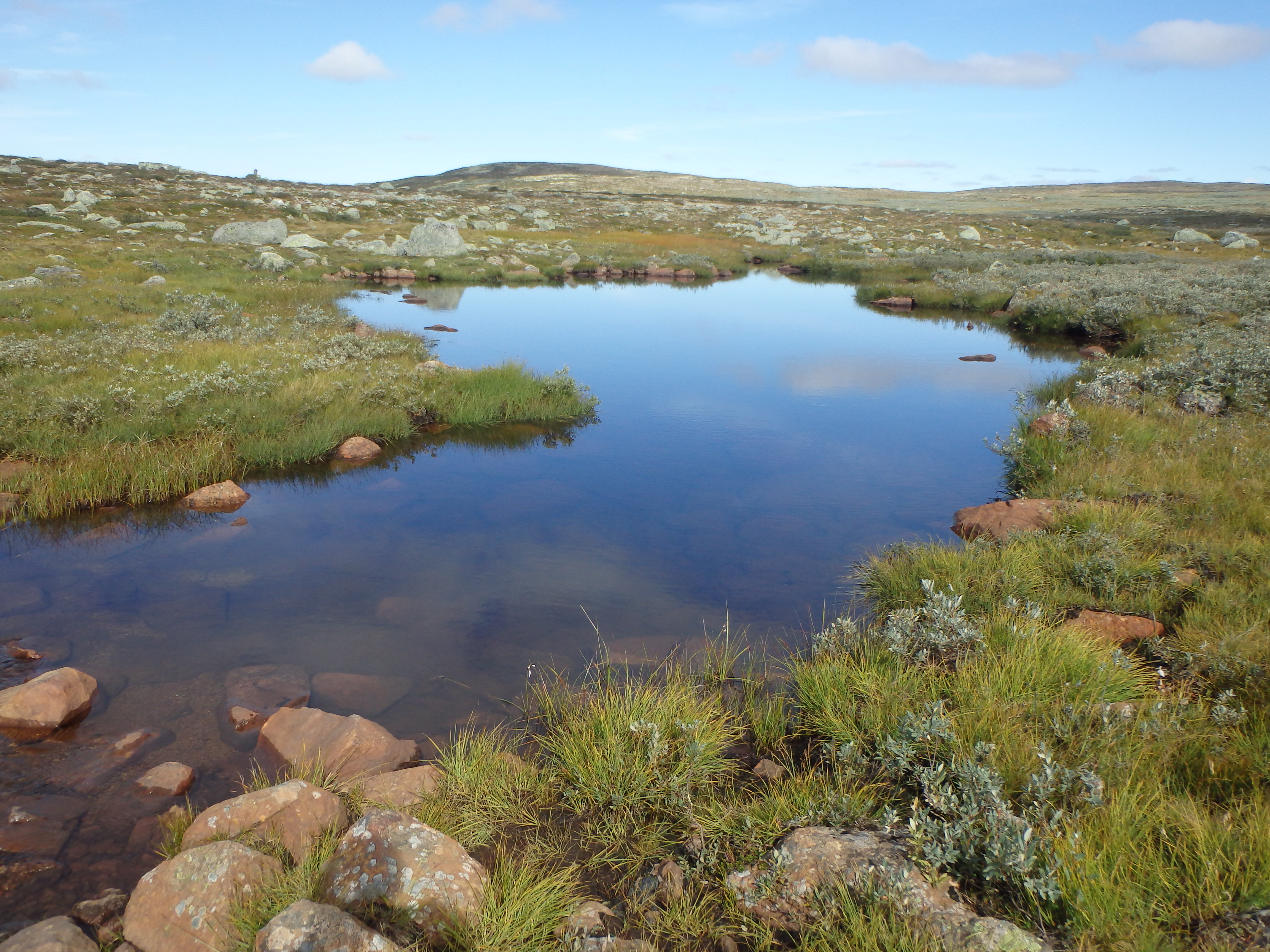
Paysage du Hardangervidda.

Avec ses conditions de relief et de climat qui rappellent l'Arctique, 10° plus au nord, le Hardangervidda marque la limite méridionale de nombreuses espèces animales et végétales arctiques.

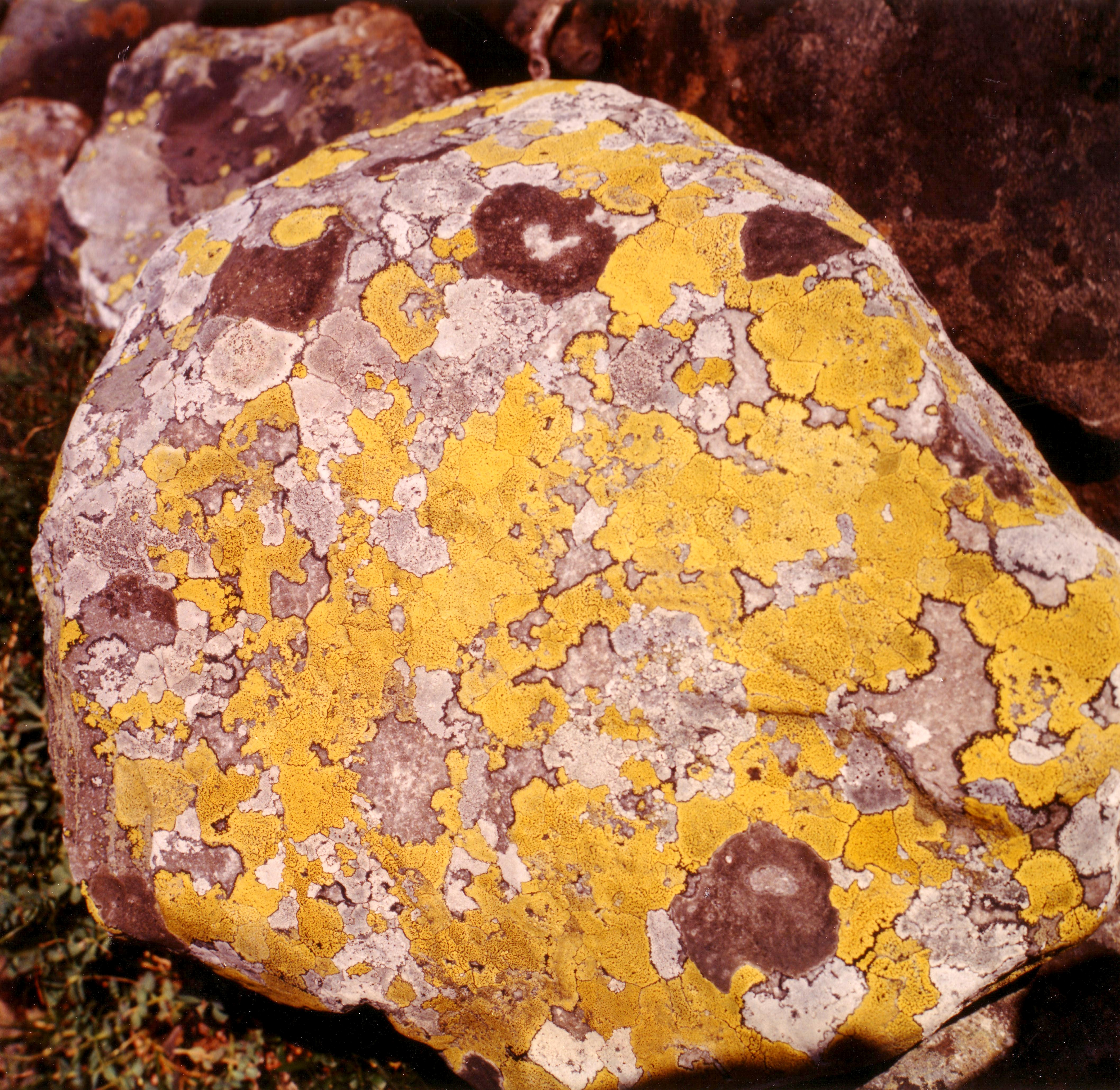
Lichen.

Riche en lichen, le plateau abrite un des plus vastes cheptels de rennes sauvages, plus de 10 000, qui migrent entre l'est moins enneigé l'hiver et se reproduisent dans l'ouest du plateau l'été. On trouve également d'autres espèces arctiques comme le renard polaire et le harfang des neiges.
La flore est typique d'une région au-delà de la limite des arbres : les graminées, mousses et lichen sont abondantes sur tout le plateau. Les arbres sont inexistants, mais la découverte de troncs au fond des lacs a montré que le plateau a été boisé lors de l'optimum climatique.

## Histoire
Les hommes sont arrivés sur le plateau dès le retrait des glaciers, il y a environ 9 000 ans, et vivaient en grande partie de la chasse aux rennes, complété par de la pêche. De nombreux vestiges de cette époque sont dispersés dans le massif, comme des sites d'habitation, fréquents autour des principaux lacs, des pièges et des outils. Il y a environ 250 sites datant de l'âge de la pierre dans le parc national, le plus ancien daté de 6 300 av. J.-C..
Si la chasse et la pêche restent des activités incontournables du plateau pendant toute l'histoire, les populations deviennent rapidement sédentaires et il devient alors utilisé comme terrain d'estive. Plusieurs chalets d'alpage se trouvent dans la région, souvent regroupés en hameaux dans la partie ouest alors qu'ils sont isolés les uns des autres à l'Est. De même, les matériaux de construction reflètent les différences entre l'Est et l'Ouest, avec souvent de la pierre à l'Ouest et du bois à l'Est. De nos jours, la transhumance n'est plus pratiquée sur le plateau. Outre ces habitations saisonnières, il y a aussi eu des habitations permanentes dans les marges du plateau.
Le plateau est aussi utilisé durant toute l'histoire comme un lieu de communications, et plusieurs vieilles routes traversant d'Est en Ouest, dont en particulier Nordmannsslepa.
Le tourisme dans les montagnes commence à se développer à la fin du XIXe siècle, organisé en particulier par l'association norvégienne de randonnée (DNT) qui dès immédiatement après sa fondation en 1868 achète le chalet Krokan en bordure du plateau à Rjukan près de la chute Rjukanfossen, et en 1878 construit un chalet à Krækkja, dans l'actuel paysage protégé de Skaupsjøen/Hardangerjøkulen. Mais il faut attendre la construction de la voie ferrée de la ligne de Bergen en 1909, traversant le plateau au nord, pour les premiers afflux massifs de visiteurs. Très rapidement, la DNT créé un réseau de sentiers et de chalets sur l'ensemble du plateau. Le parc national et les deux paysages protégés qui y sont contigus ont été créés le 10 avril 1981.

## Activités

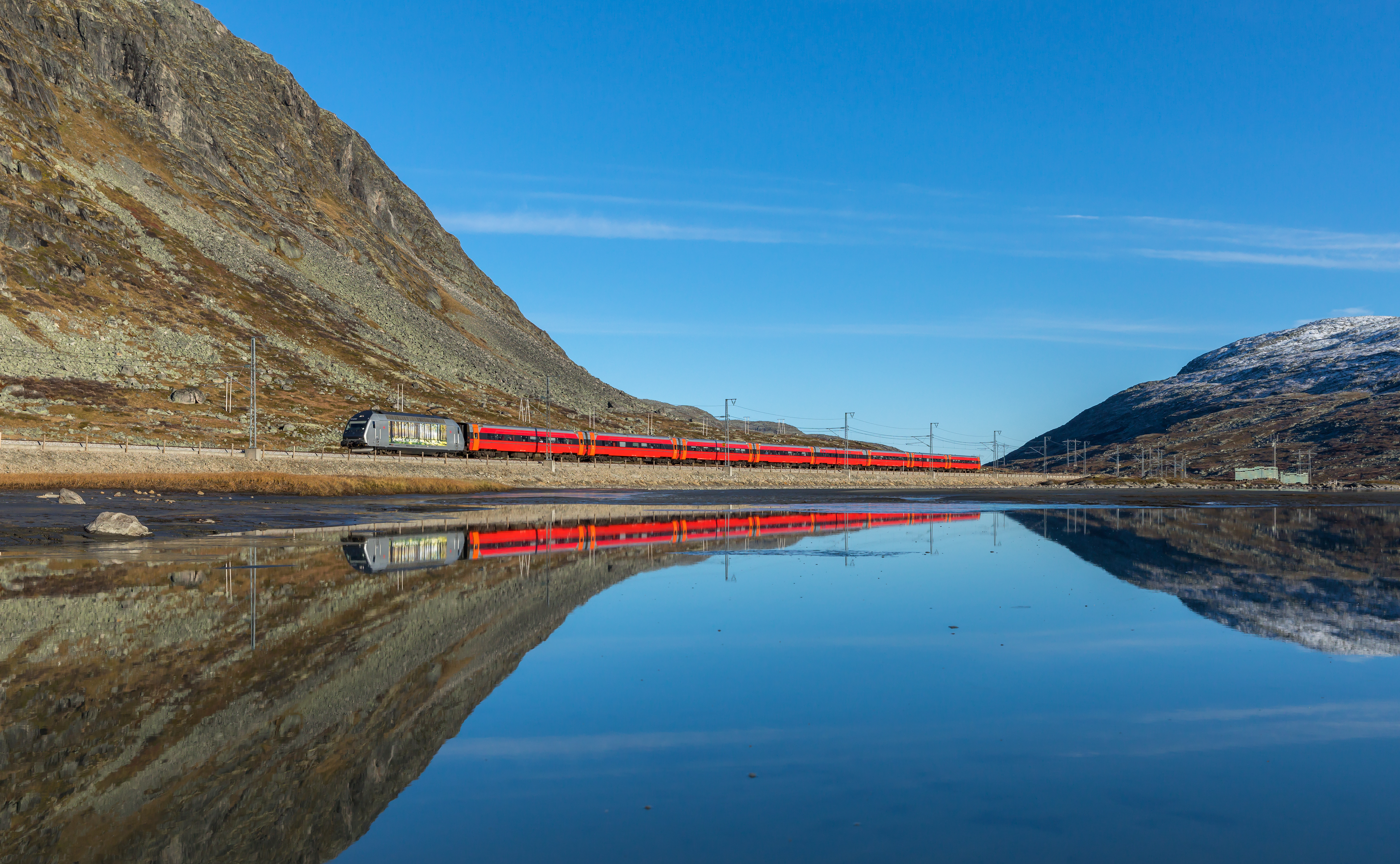
Le train Oslo-Bergen traverse le Hardangervidda. Octobre 2017.

### Protection environnementale
La partie centrale du plateau est protégée par le parc national de Hardangervidda, qui est le plus grand des parcs nationaux de Norvège continentale avec 3 422 km2. Il est prolongé au nord par la zone de protection du paysage de Skaupsjøen/Hardangerjøkulen (551 km2) et au sud-est par la zone de protection du paysage de Møsvatn Austfjell (299 km2). Ces trois aires protégées, d'une superficie cumulée de 4 272 km2 ont été créées simultanément en 1981. Le statut de parc national est le plus haut niveau de protection de la nature en Norvège, tandis que les zones de protections du paysage sont plus souples, autorisant en particulier la continuation de l'exploitation traditionnelle du territoire. Cependant, le parc de Hardangervidda est unique en Norvège par la proportion importante de terrains privés (52 % de la surface), ce qui complique le maintien de l'équilibre entre les intérêts privés et la mission de protection. En 1986, l'union internationale pour la conservation de la nature a même classé le parc comme une aire protégée menacée au vu des importants développements (en particulier routes et bâtiments) au sein de la zone.

### Agriculture, chasse et pêche

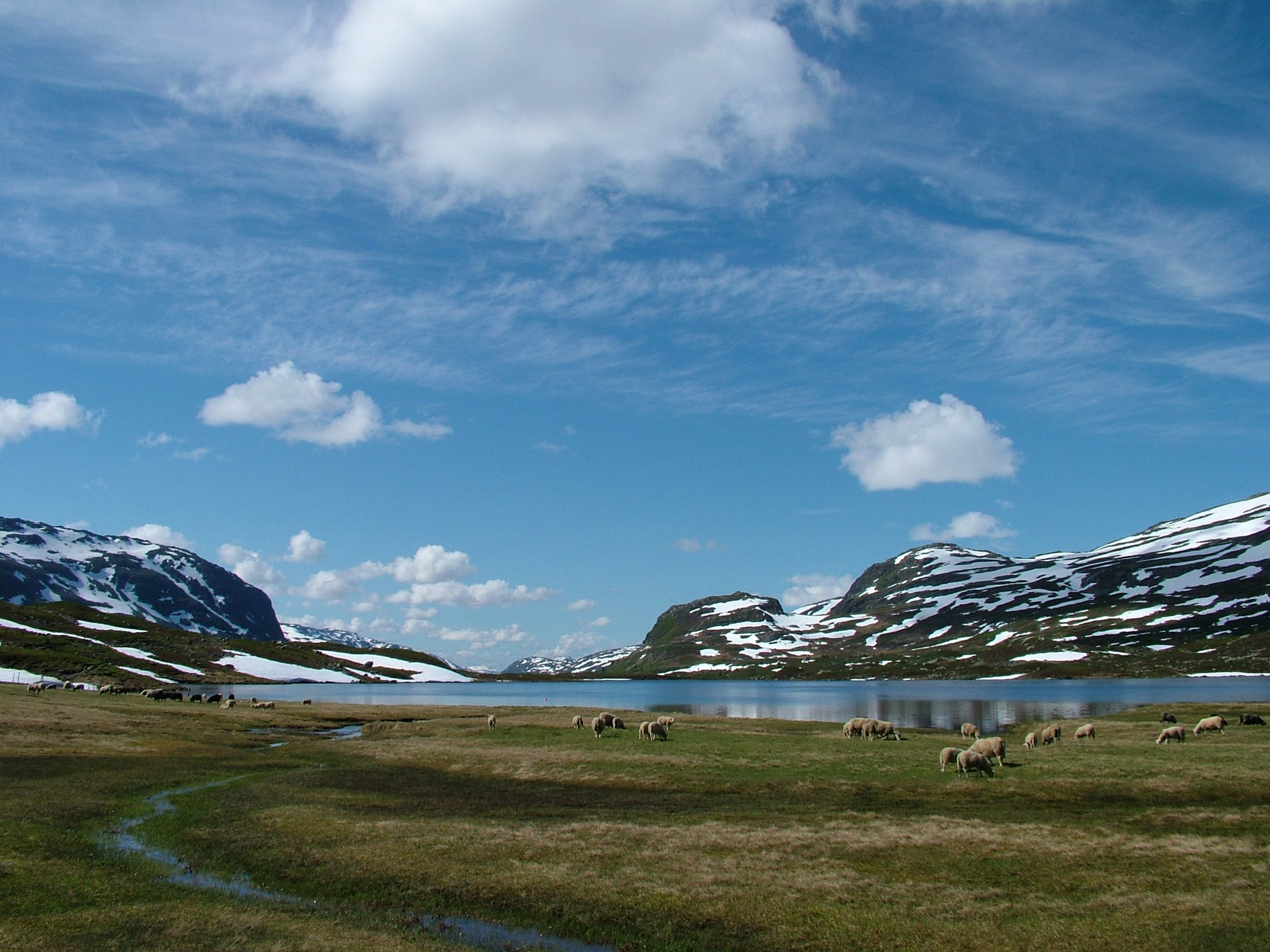
Moutons en pâture dans le parc.

La chasse aux rennes est une activité importante dans le massif, y compris au sein des aires protégées, et une source de revenus importants grâce à la vente de permis de chasse et de la viande. Étant donné le peu de prédateurs du parc, la chasse est le principal contrôle de la population, et les quotas annuels sont décidés par des organisations publiques. Outre les rennes, la chasse au gibier est aussi une activité prisée, en particulier les lagopèdes. De même, la pêche à la truite est courante, le plateau étant réputé pour ses eaux poissonneuses. Une des autres activités économiques majeures est l'élevage des moutons, avec environ 26 900 animaux sur l'ensemble du plateau.

### Hydroélectricité
Le plateau est important pour la production d'énergie hydroélectrique à l'échelle nationale. En particulier, plusieurs lacs du plateau sont utilisés comme réservoirs pour la régulation des cours d'eau, en particulier sur les grandes rivières de l'est, et à l'ouest, les fortes hauteurs de chute entre le plateau et les vallées sont utilisées directement pour la production électrique. Certaines de ces centrales ont une valeur historique particulière, telles que Vemork, près de Rjukan, au sud du plateau, qui était lors de son inauguration en 1911 la plus puissante centrale hydroélectrique au monde et était utilisée pour la production d'engrais en utilisant le procédé Birkeland-Eyde.

### Tourisme

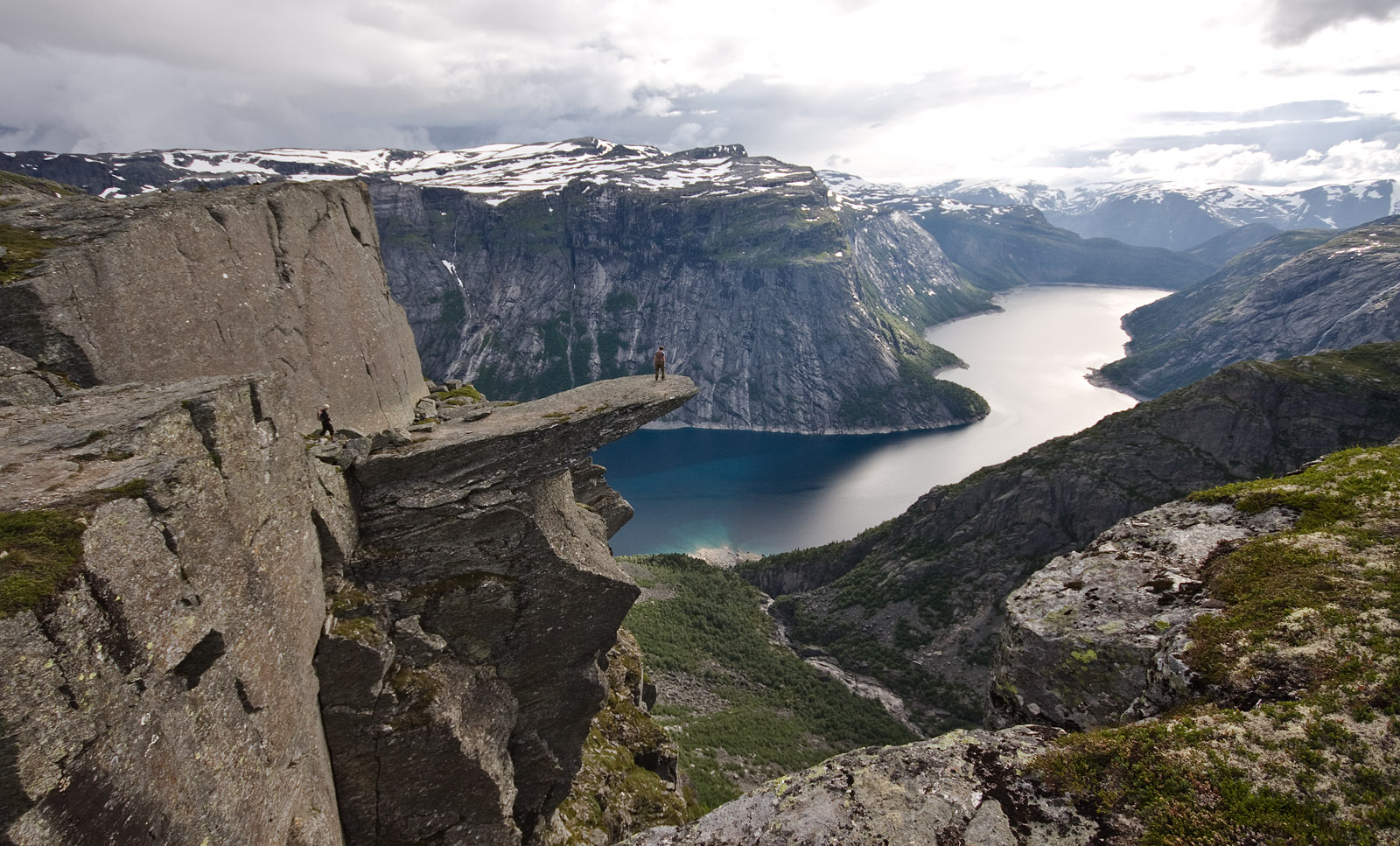
Trolltunga, un site populaire à la marge du plateau.

Hardangervidda est l'une des régions montagneuses norvégiennes les plus populaires pour les touristes. Du fait de la taille de la zone et du grand nombre de points d'entrée, il est difficile d'évaluer le nombre de touristes. Le parc national, au cœur du plateau, compte environ 50 000 touristes chaque année, mais certains sites sur les marges du Hardangervidda, bénéficiant d'un accès direct à la route sont encore plus populaires. Par exemple, la formation rocheuse Trolltunga attire à elle seule 50 000 touristes par an en 2015, mais cela reste faible comparé à Vøringfossen, qui était en 2007 le site naturel le plus visité de Norvège avec 685 000 touristes.
La randonnée est une des activités les plus populaires sur le plateau, facilitée par un important réseau de sentiers et de refuges, la plupart étant gérés par l'association norvégienne de randonnée. En plus de la randonnée pédestre durant la saison estivale, les chalets et les sentiers sont utilisés pour les randonnées en ski de fond en hiver.

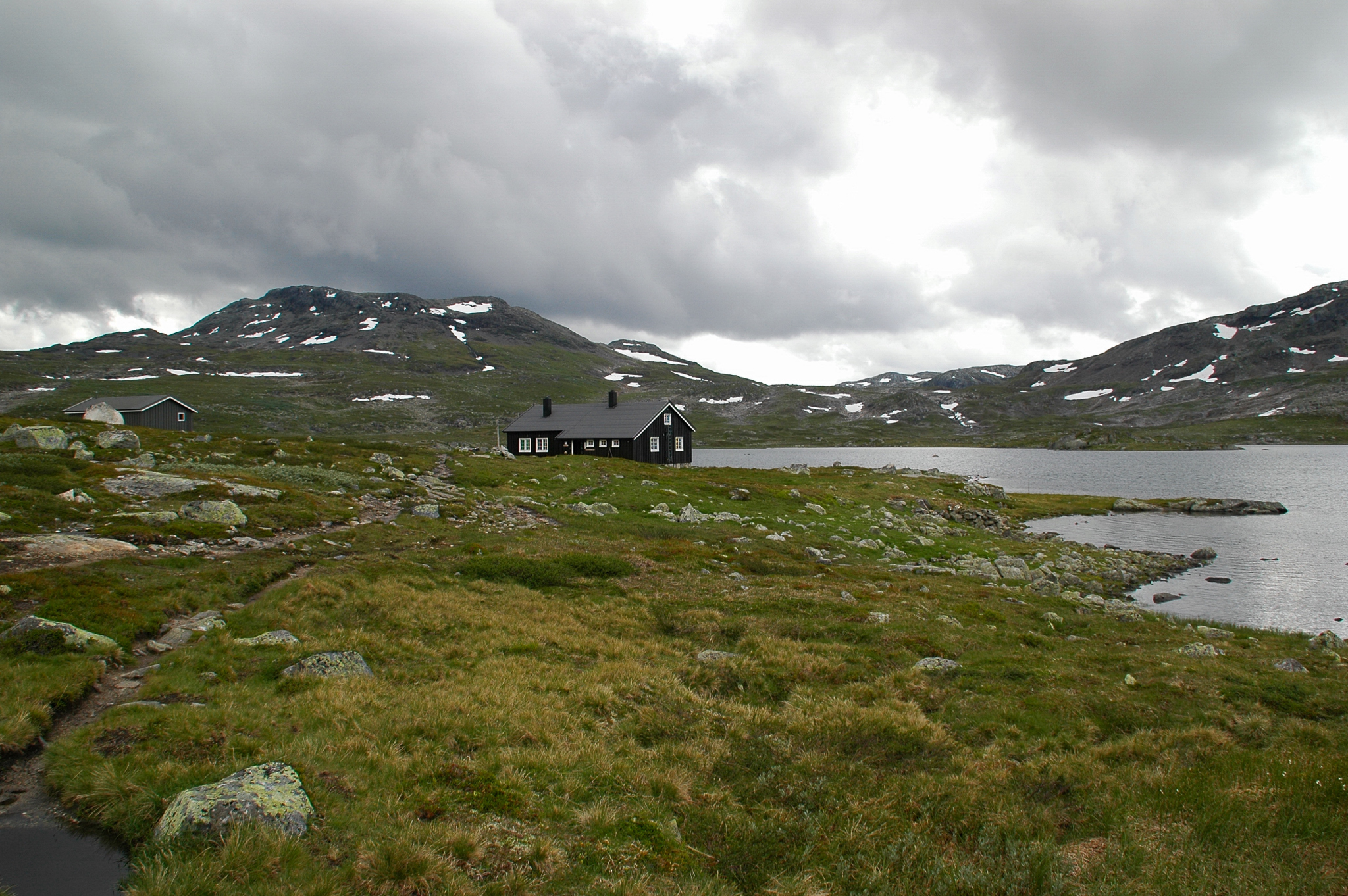
Chalet de Hellevassbu.
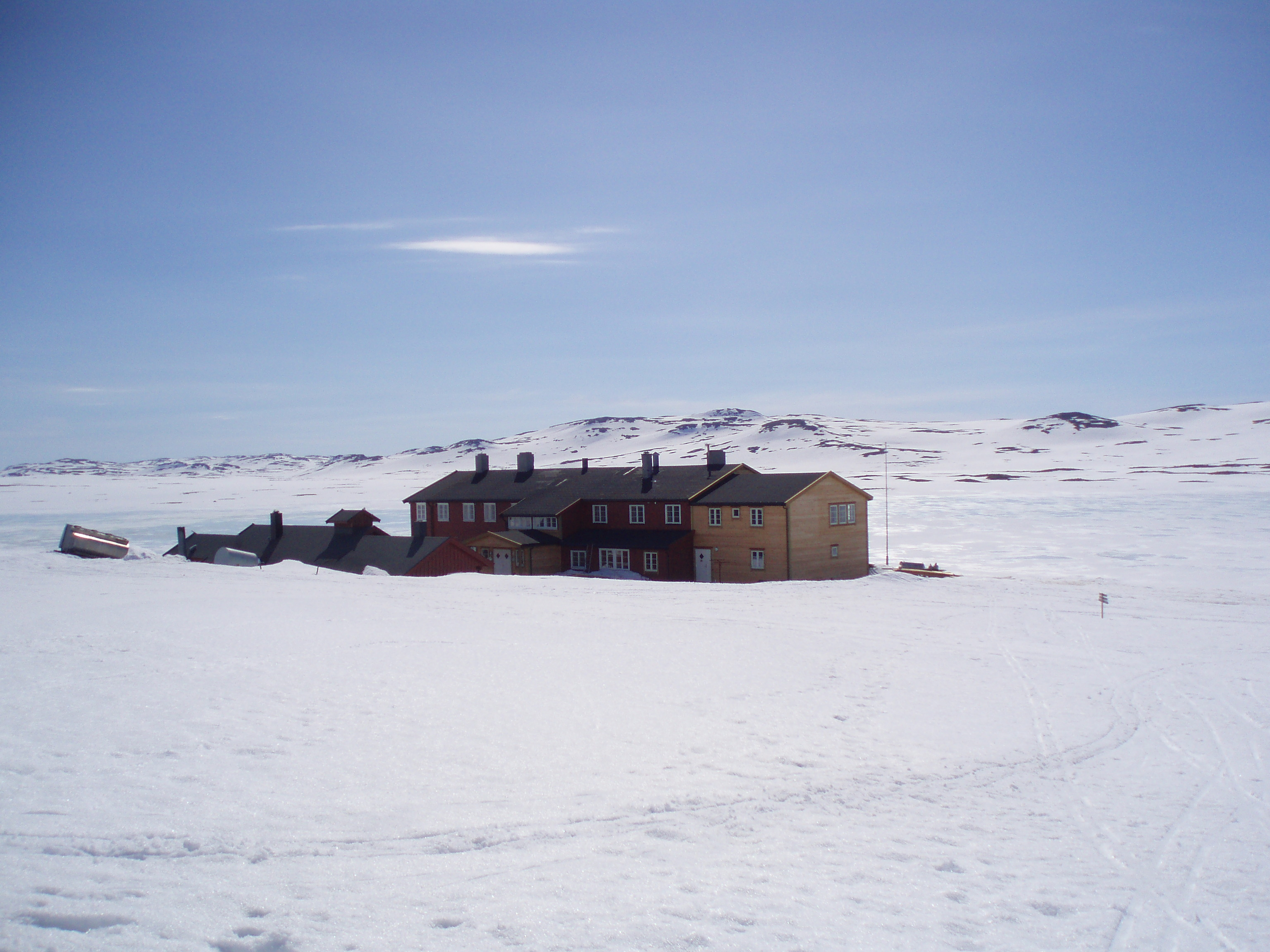
Paysage d'hiver près du chalet Rauhelleren.

## Dans la culture populaire
C'est cet endroit que George Lucas avait choisi pour le tournage de Star Wars, épisode V : L'Empire contre-attaque pour les scènes se déroulant sur la planète glacée Hoth, notamment l'attaque des ST-TT Impériaux.